# Cabana de Montmantell
La Cabana de Montmantell è un bivacco alpino che si trova nella Parrocchia di La Massana a 2.505 m d'altezza.